# ماکسیم چانوت
ماکسیم چانوت (انگلیسی: Maxime Chanot؛ زادهٔ ۲۱ نوامبر ۱۹۸۹) بازیکن فوتبال اهل لوکزامبورگ است که در پست مدافع بازی می‌کند.
از باشگاه‌هایی که در آن بازی کرده‌است می‌توان به باشگاه فوتبال همیلتون آکادمیکال، باشگاه فوتبال کورتریک، باشگاه فوتبال استاد رنس، باشگاه فوتبال شفیلد یونایتد، باشگاه فوتبال نانسی، باشگاه فوتبال نیویورک سیتی، باشگاه فوتبال لو مان، و باشگاه فوتبال منزفیلد تاون اشاره کرد.
وی همچنین در تیم ملی فوتبال لوکزامبورگ بازی کرده‌است.